# Attilio Matricardi
Attilio Matricardi (Macerata, 1º marzo 1892 – 19 agosto 1976) è stato un generale e aviatore italiano.
Pluridecorato ufficiale della Regia Aeronautica, partecipò alla prima guerra mondiale, alla Guerra d'Etiopia e alla seconda guerra mondiale. Decorato della Croce di Ufficiale dell'ordine militare di Savoia, di tre Medaglie d'argento e una due di bronzo al valor militare, e degli Ordini dei Santi Maurizio e Lazzaro e della Corona d'Italia.

## Biografia
Nacque a Macerata il 1 marzo 1892, e si arruolò nel Regio Esercito. All'entrata in guerra del Regno d'Italia, il 24 maggio 1915, combatté come tenente di fanteria, e il 9 settembre venne promosso al grado di capitano, e nel corso dei combattimenti si meritò una Medaglia d'argento al valor militare.
Il 21 marzo 1917 assume il comando della 2ª Squadriglia.
Il 10 giugno andò in missione di bombardamento insieme con altri velivoli, scortati da caccia Nieuport e SPAD S.VII. Rimasto solo a causa della nebbia proseguì nella missione quando, giunto su Caldonazzo (TN), venne intercettato da sei apparecchi da caccia nemici. I colpi delle mitragliatrici avversarie ferirono il mitragliere ed egli lasciò il comando al secondo pilota per rimpiazzarlo, aprendo il fuoco sul nemico. Colpito gravemente in punti vitali l'aereo percorse la Val D'Astico con un solo motore e dovette effettuare un duro atterraggio d'emergenza appena dietro le linee italiane ad Arsiero (VI).  Matricardi ed il copilota serg. Lazzerini ne uscirono illesi, mentre l'osservatore cap. Giuliani ed il mitragliere serg. Ariunno furono sbalzati dal velivolo ma comunque senza serie conseguenze. In particolare il mitragliere (già gravemente ferito durante il combattimento), fu ricoverato all'ospedale 08 e sopravvisse. Per questa azione fu conferita la medaglia d'argento al cap. Matricardi.
Il 12 gennaio 1918 si distinse particolarmente durante un'azione di bombardamento eseguita ai comandi di un trimotore Caproni Ca.33 su una zona montuosa. Attaccato da tre caccia nemici che uccisero il mitragliere, egli non esitò ad abbandonare il pilotaggio per impugnare la mitragliatrice, salvo riprendere il proprio posto quando i caccia accennarono ad abbandonare l'azione. Quando i velivoli nemici ritornarono abbandonò nuovamente il posto di pilotaggio per azionare la mitragliatrice, ma i gravi danni subiti costrinsero l'aereo ad effettuare un atterraggio d'emergenza in una zona alberata. Il velivolo andò distrutto ma tre degli aviatori si salvarono, in quanto il mitragliere Egisto Porrino era già rimasto ucciso durante il combattimento dai colpi di mitragliatrice dei caccia nemici. Al termine del conflitto risultava decorato di tre Medaglie d'argento e una di bronzo al valor militare, e fu nominato segretario della Commissione aerea della Società delle Nazioni, con sede a Ginevra, Svizzera.
Nel 1923 transitò nella neocostituita Regia Aeronautica. Nel 1932 divenne comandante della Scuola bombardamento, e nel 1935 con il grado di colonnello sostituì il generale di brigata aerea Sabato Martelli Castaldi al comando della 5ª Brigata aerea, cedendolo nel 1936, prima interinalmente e poi in comando effettivo, al colonnello Amedeo Mecozzi. Dal 25 gennaio di quello stesso anno prese parte alle operazioni aeree per la conquista dell'Etiopia al comando della Brigata aerea da bombardamento. Distintosi particolarmente in questo teatro operativo fu promosso generale di brigata aerea, decorato con una quarta Medaglia d'argento al valor militare, e con la Croce di Cavaliere dell'Ordine militare di Savoia.
Promosso al grado di generale di divisione aerea partecipò alla seconda guerra mondiale. Alla data del 10 giugno 1940 comandava la 4ª Divisione Bombardamento Terrestre "Drago" con quartier generale a Novara, assegnata alla 1ª Squadra aerea del generale Rino Corso Fougier. La sua unità fu subito impegnata in missioni belliche contro il sud della Francia. 
A partire dal mese di novembre operò in Africa settentrionale italiana in seno allo Stato maggiore della 5ª Squadra aerea, rimanendovi fino al luglio 1941. Si distinse particolarmente in quel teatro operativo, tanto da venire insignito del titolo di Ufficiale dell'Ordine Militare di Savoia. Rientrato in Italia assunse la direzione generale dell'Aviazione Civile, e poi il comando dei Servizi Aerei Speciali.
L'Armistizio di Cassibile dell'8 settembre 1943 lo sorprese a Roma, ed egli decise subito di resistere all'occupante tedesco, unendosi al Fronte aeronautico operante per lo più nella zona della Capitale e, in parte, nei Castelli Romani e nelle zone della Tolfa e di Guidonia.
Arrestato dai tedeschi nel corso del 1944, fu rinchiuso nel Carcere politico di via Tasso e duramente torturato perché rivelasse informazioni. Per questo fatto fu successivamente insignito di una seconda Medaglia di bronzo al valor militare.
Nel dopoguerra fu coinvolto marginalmente nello scandalo per la costruzione dell'aeroporto internazionale di Fiumicino che doveva essere costruito entro il 1950 al costo di 15 miliardi di lire. Nel gennaio del 1947 il Ministro dell'aeronautica Mario Cingolani lo nominò Presidente del comitato di controllo, e sei mesi dopo egli presentò al ministro una prima bozza del progetto, che fu approvato in linea di massima. Dopo le elezioni del 18 aprile 1948 il nuovo Ministro della Difesa Randolfo Pacciardi trasferì le competenze in materia dal Comitato "Matricardi" alla Direzione generale del demanio aeronautico. Si susseguirono progetti su progetti, e il costo dell'aeroporto lievitò a dismisura così come i tempi di realizzazione, tanto che venne inaugurato solo nel 1961, al costo per l'erario italiano di 61 miliardi di lire. Si spense il 19 agosto 1976.

## Pubblicazioni
- Una importante fase dell'addestramento al tiro di caduta, Rivista Aeronautica, Stato Maggiore dell'Aeronautica Militare, Roma, febbraio 1930.
- Commenti a recente libro su guerra aerea, Tipografia Porziuncola, Assisi, 1972[N 6]
- Qualche verità sull'aeroporto di Fiumicino, Tipografia regionale, Roma, 1967.
- Dalle sabbie della Libia a quelle di Fiumicino, Tipografia regionale, Roma, 1974.

### Annotazioni
1. ↑  L'equipaggio del velivolo era formato da Matricardi, dal secondo pilota sergente Oscar Lazzerini, dall'osservatore capitano Leonardo Giuliani e dal mitragliere Pietro Arlunno.
2. ↑  Il resto dell'equipaggio era formato dal tenente Raffaele Coppola, dall'osservatore tenente Gino Graziani e dal mitragliere Egidio Porrino.
3. ↑  Formata da: 43º Stormo B.T. (colonnello Luigi Questa), 7º Stormo B.T (colonnello Loth Bernardi), e 13º Stormo B.T. (colonnello Carlo De Capoa).
4. ↑  Questo movimento di resistenza era suddiviso in undici bande: “Cattapani” (comandata dal generale di divisione aerea Ulisse Longo), “Elena” (generale di divisione aerea Giuseppe Biffi), ”Zuccoli” (generale di brigata aerea Arnaldo Pasquali), “Guerra” (generale di brigata aerea Giuseppe Barba), “Federico” (colonnello pilota Angelo Federici), “Asma” (colonnello g.a.r.i. Vittorio Ascoli Marchetti), “Giovannotto” (maggiore pilota Massimo Giovannozzi), “Milano” (capitano pilota Natale Veronesi), “Montanari” (maggiore g.a.r.i. Domenico Montanari), “Ferraris” (capitano motorista Pierino Ferraris) e “Matricardi” (generale di squadra aerea Attilio Matricardi).
5. ↑  In questo famigerato carcere vi furono rinchiusi anche i generali Sabato Martelli Castaldi e Roberto Lordi, decorati entrambi con la Medaglia d'oro al valor militare alla memoria e martiri delle Fosse Ardeatine.
6. ↑  Questo libriccino di 26 pagine venne scritto in commento al libro del generale Rino Corso Fougier La Regia Aeronautica nella Seconda Guerra Mondiale.

### Fonti
1. 1 2 3 4 5 6  Lodovico 1980, p. 118.
2. 1 2 3 4  Ufficio Storico dell'Aeronautica Militare 1969, p. 130.
3. ↑  Gazzetta Ufficiale del Regno d'Italia n.243 del 2 ottobre 1915.
4. ↑  I Reparti dell'aviazione italiana nella Grande Guerra, AM Ufficio Storico - Roberto Gentilli e Paolo Varriale, 1999 pagg. 83-90
5. 1 2 3  Morandi 1917, p. 4.
6. ↑  Morandi 1917, p. 54.
7. 1 2 3 4  Lodovico 1980, p. 117.
8. ↑  Lioy 1965, p. 61.
9. ↑  Gazzetta Ufficiale del Regno d'Italia n.168 del 22 luglio 1936.
10. ↑  Gazzetta Ufficiale del Regno d'Italia n.46 del 25 febbraio 1931.

### Periodici
- Luigi Morandi, Furibonda mischia tra le nuvole, in L'illustrazione della guerra e la stampa sportiva, n. 28, Torino, luglio 1917,  pp. 4-5.
- Adalberto Pellegrino, I Servizi Aerei Speciali, in Storia Militare, n. 35, Parma, Ermanno Albertelli Editore, agosto 1996,  pp. 4-12.
- Nico Sgarlato, Le Aquile dell'Impero, in Ali di Gloria, n. 3, Parma, Delta Editrice, aprile-maggio 2012.